# Linzer Torte
Linzer Torte – odmiana tarty charakterystycznej dla kuchni austriackiej.
Nazwa ciasta wiąże się z miastem Linz, jednak nie jest znana etymologia tej nazwy ani autor przepisu, znanego co najmniej od 1696. Niemieckie słowo Torte odpowiada znaczeniem mniej więcej polskiemu „tort”, jednak Linzer Torte jest nietypowym Torte i bliżej jest mu do tarty.
Linzer Torte wywodzi się z rozmaitych ciast migdałowych popularnych w epoce baroku. Najstarsza zachowana receptura zatytułowana „Linzer Turdten zu machen” pochodzi z 1653 (została odnaleziona w rękopisie z opactwa Admont w Styrii). Był to w zasadzie przepis na placek z duszonymi owocami. Pierwszy przepis w formie drukowanej ukazał się w 1718 roku w Neues Saltzburgisches Koch-Buch (dosł. „Nowa książka kucharska z Salzburga”) autorstwa Conrada Haggera. Do XIX wieku Linzer Torte był symbolem statusu społecznego – do przygotowania spodu używano mąki najlepszej jakości, masła, migdałów, cennego wówczas cukru trzcinowego, skórki otartej z cytryny oraz przypraw korzennych takich jak cynamon, goździki, gałka muszkatołowa i kardamon. Początkowo nadzienie wykonywano z owoców takich jak np. pożądane wówczas pigwy i brzoskwinie. Z czasem, wraz ze zwiększeniem ilości dodawanych przypraw korzennych, zaczęto używać kwaśniejszych, czerwonych owoców takich jak czerwone porzeczki, wiśnie i maliny. Charakterystyczna kratka z ciasta na wierzchu pojawiała się już w najwcześniejszych przepisach, czasem jednak zastępował ją kolorowy lukier i owoce kandyzowane – bogate dekoracje, zwł. z motywem spirali, odzwierciedlały estetykę ówczesnej epoki (baroku). Według niektórych wczesnych przepisów było to też ciasto wielowarstwowe.
Współcześnie spód jest przygotowywany z ciasta kruchego – ugniatanego lub na bazie ubitych jaj. Kruche ciasto przygotowuje się z mąki, masła (lub margaryny), jajek i cukru, z dodatkiem orzechów, soku lub skórki z cytryny, cynamonu i goździków. Migdały często zastępuje się orzechami laskowymi, rzadziej włoskimi, przez co ciasto ma ciemniejszą barwę. Nadzienie to kwaskowata konfitura lub dżem – standardowo dżem z czerwonej porzeczki, ale można go zastąpić malinowym lub morelowym.  Wierzch ciasta przyozdabia się charakterystyczną kratką z pasków kruchego ciasta (przygotowanego w ten sam sposób, jak spód).
Linzer Torte był najpopularniejszym ciastem w Wiedniu do momentu pojawienia się Tortu Sachera. Tartę tę zasadniczo przygotowuje się kilka dni przed podaniem ale chętnie spożywana jest też na ciepło. Jadana jest szczególnie chętnie w okresie Bożego Narodzenia (na ciepło), z dodatkiem bitej śmietany lub z cukrem pudrem. Jest tradycyjną potrawą bożonarodzeniową w Badenii-Wirtembergii. 
Do Stanów Zjednoczonych przepis implementował Franz Hölzlhuber, austriacki kompozytor, około 1855 lub 1858. Było to ulubione ciasto filozofa, Paula Watzlawicka.

## Galeria

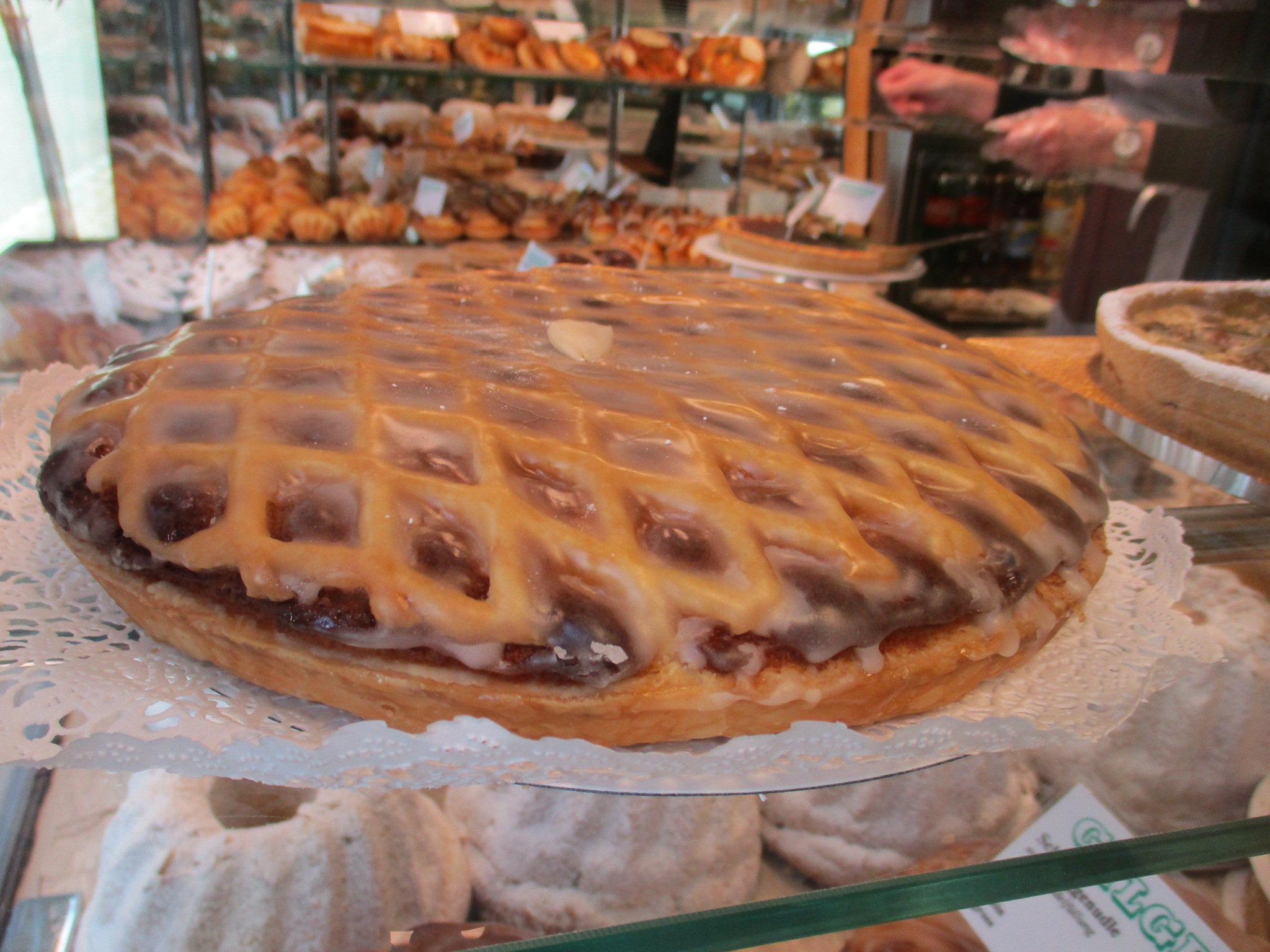
Linzer Torte na wystawie w cukierni
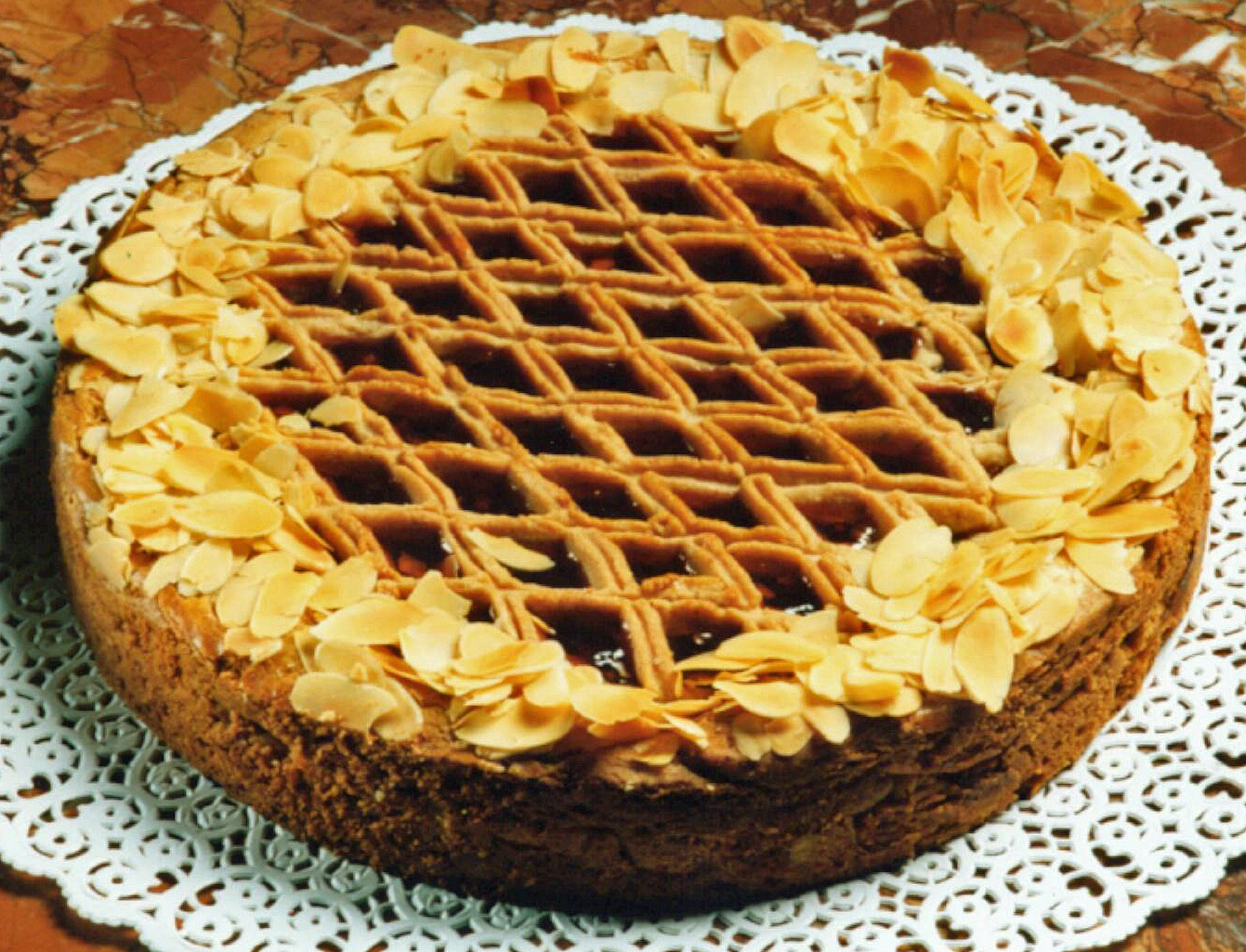
Widok ogólny
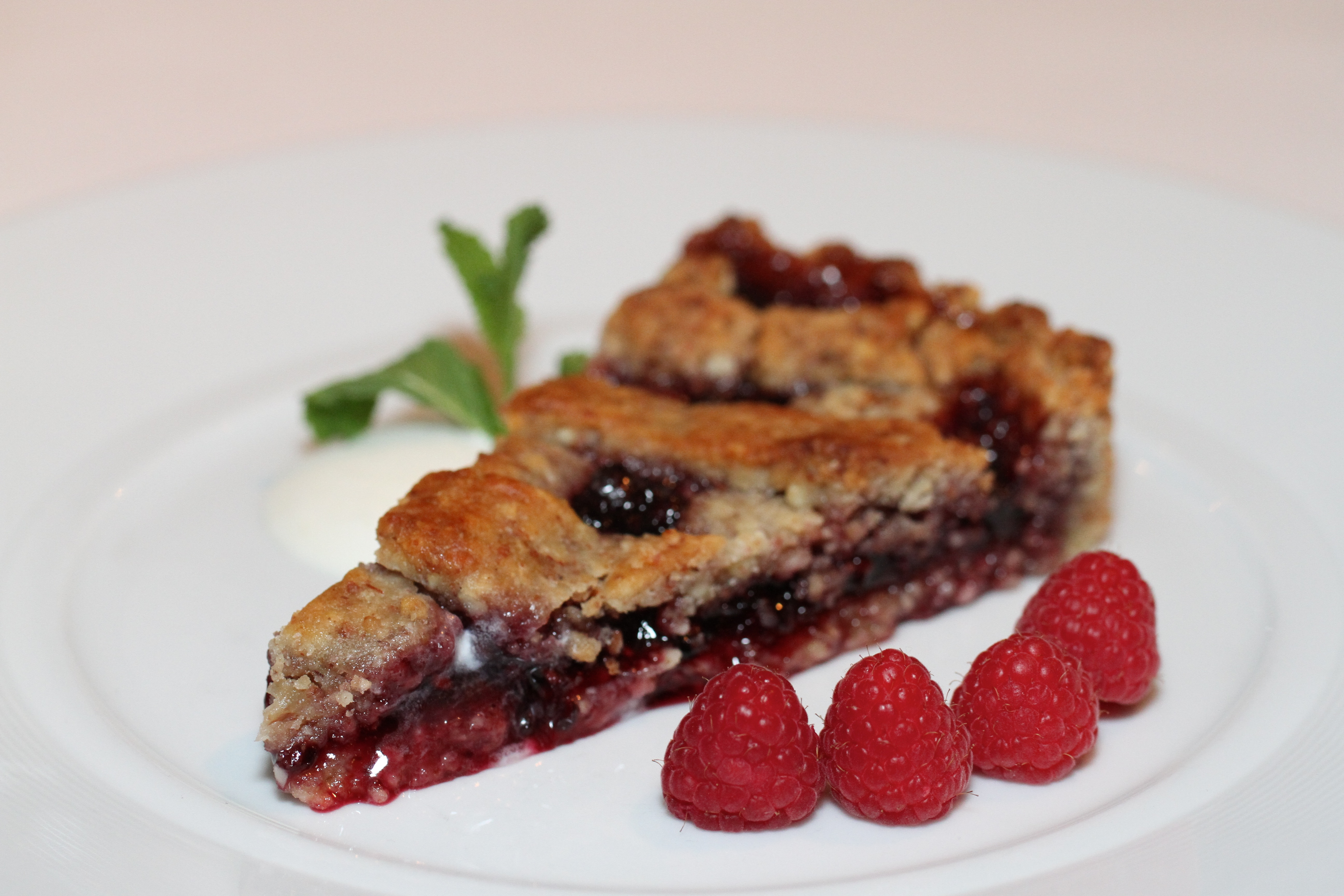
Porcja ciasta